# Kombio
Le kombio (ou endangen) est une langue papoue parlée en Papouasie-Nouvelle-Guinée, dans la province de Sepik oriental.

## Classification
Le kombio fait partie des langues langues torricelli.

## Phonologie
Les  voyelles du kombio sont :

### Voyelles
|           | Antérieure  | Centrale | Postérieure |
| --------- | ----------- | -------- | ----------- |
| Fermée    | i [i] ɪ [ɪ] | ɨ [ɨ]    | u [u]       |
| Mi-fermée |             |          | o [o]       |
| Ouverte   | ɛ [ɛ]       |          | ɑ [ɑ]       |

### Consonnes
Les consonnes du kombio sont :
|              |              | Bilabiales | Alvéolaires | Dorsales | Dorsales | Glottales |
| ------------ | ------------ | ---------- | ----------- | -------- | -------- | --------- |
| Palatales    | Vélaires     | Bilabiales | Alvéolaires |          |          | Glottales |
| Occlusives   | Occlusives   | p [p]      | t [t]       |          | k [k]    |           |
| Fricative    | Fricative    | ɸ [ɸ]      | s [s]       |          |          | h [h]     |
| Nasale       | Nasale       | m [m]      | n [n]       |          | ŋ [ŋ]    |           |
| Latérale     | Latérale     |            | l [l]       |          |          |           |
| Roulée       | Roulée       |            | r [r]       |          |          |           |
| Semi-voyelle | Semi-voyelle | w [w]      |             | y [ j]   |          |           |